# آرثر لويد
آرثر لويد (بالإنجليزية: Arthur Lloyd)‏ هو مدرب كرة قدم ولاعب كرة قدم بريطاني (وحمل سابقاً جنسية المملكة المتحدة لبريطانيا العظمى وأيرلندا) في مركز الظهير، ولد في 1868 في ويلز في المملكة المتحدة. لعب مع نادي ريل.

## وصلات خارجية
- آرثر لويد على موقع قاعدة بيانات كرة القدم.إي يو (الإنجليزية)